# Trybuna (dziennik)
Trybuna – gazeta codzienna o orientacji lewicowej wydawana w latach 1990-2009.

## Historia
Powstała w 1990 jako kontynuacja „Trybuny Ludu”. Wydawana przez spółkę Ad Novum. Powiązana z lewicą: początkowo z Socjaldemokracją Rzeczypospolitej Polskiej, następnie z Sojuszem Lewicy Demokratycznej.
Ukazało się 6009 numerów gazety, ostatni z datą 4 grudnia 2009. W dniu 7 grudnia 2009 zarząd poinformował o zawieszeniu wydawania gazety z przyczyn ekonomicznych. Wcześniej media informowały o zadłużeniu spółki wobec podwykonawców oraz Zakładu Ubezpieczeń Społecznych.
W 2005 roku średnia sprzedaż tytułu wynosiła 22 282 egz.
Bezpośrednim kontynuatorem pisma został Dziennik Trybuna.
Redaktorzy naczelni w kolejności chronologicznej:
- Marek Siwiec
- Dariusz Szymczycha
- Janusz Rolicki
- Andrzej Urbańczyk
- Wojciech Pielecki
- Marek Barański
- Wiesław Dębski.